# Ryan Newman
Ryan Newman (South Bend, 8 de Dezembro de 1977) é um piloto de automóvel americano que corre na NASCAR.

## Carreira

### Início
Ryan Newman venceu em 1993 o Michigan State Midget Championship e o título da All-American Midget Series championship além de ser o novato do ano na categoria. Venceu esse mesmo prêmio no United States Automobile Club (USAC) Midget em 1995 e USAC Silver Crown Series em 1996.
Venceu o USAC Silver Bullet National Championship em 1999 com 2 vitórias. Em 2000 conquistou 3 vitórias em 5 etapas na ARCA.

### NASCAR

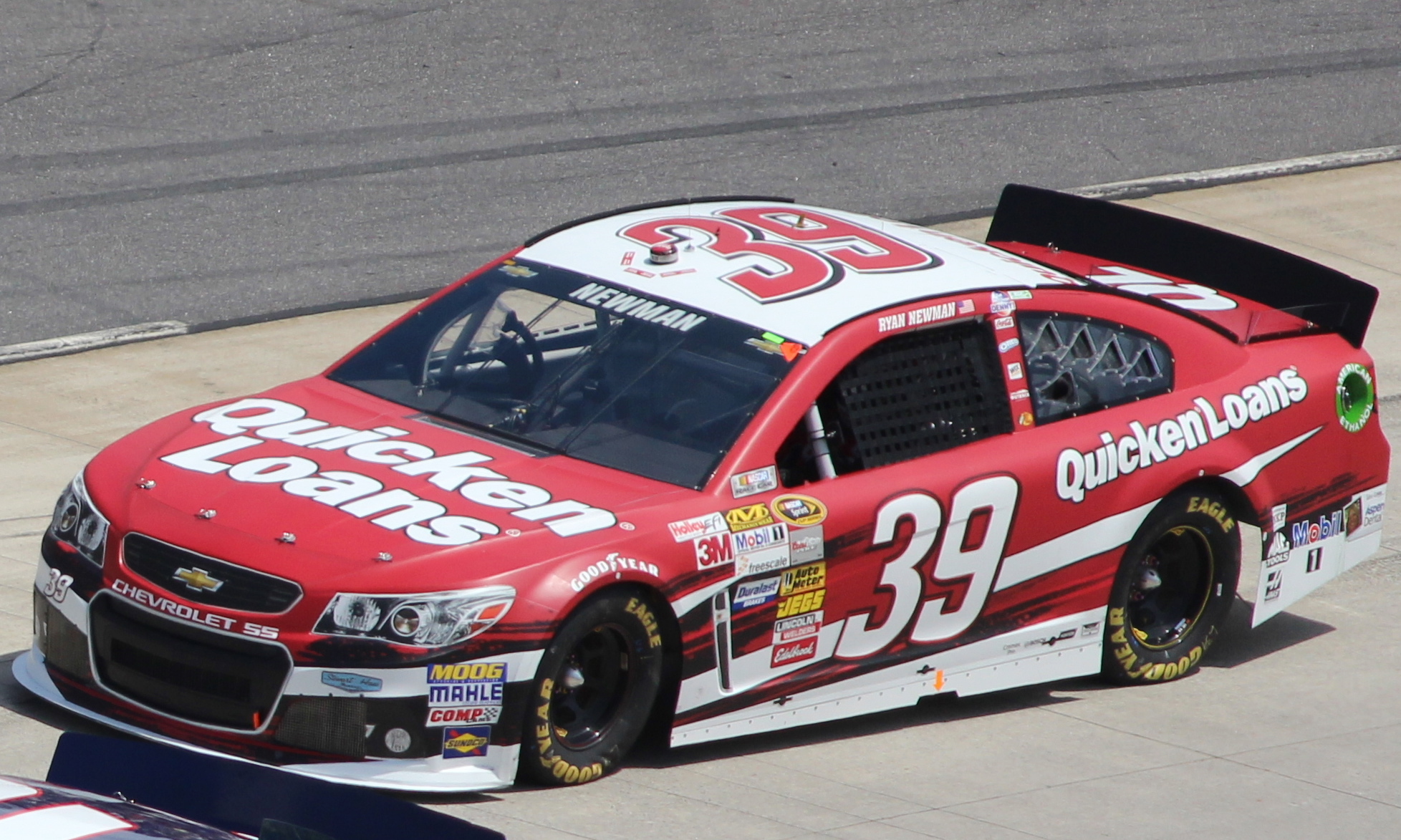
Carro de Ryan Newman na NASCAR Cup Series em 2013.

Ryan Newman fez sua primeira aparição na NASCAR diretamente na Nextel Cup no circuito de Phoenix em 2000. Correndo com o carro #12 da equipe Penske terminou na 41ª posição na prova após problemas em seu motor na volta 176.
Para 2001, Newman dividiu provas entre a Nextel e a Busch Series. Na divisão principal correu 7 etapas conquistando sua primeira pole nas 600 milhas de Charlotte e uma segunda posição em Kansas. A primeira vitória na NASCAR veio na prova de Michigan pela Busch após largar na segunda posição. Nas 15 provas disputadas nessa divisão conquistou a marca de 6 poles.
A primeira temporada completa do piloto da Penske veio no ano de 2002 pela Nextel Cup. Correndo as 36 provas daquele ano conquistou a primeira vitória na divisão principal na etapa de Loudon e 6 poles. Terminando o ano na sexta colocação do campeonato mas conquistando o prêmio de novato do ano em cima de Jimmie Johnson.
2003 foi o ano mais vitorioso de Ryan Newman na NASCAR conquistando 8 vitórias e 11 poles nas 36 etapas daquele ano, porém com muita inconstância durante a temporada terminou o campeonato apenas da sexta posição 311 pontos atrás do campeão Matt Kenseth que obteve apenas 1 vitória durante o ano.
Newman conquistou uma vitória durante a temporada regular da Nextel Cup em 2004 levando-o ao play-off. Terminou o ano com mais uma vitória durante o Chase e a sétima colocação no campeonato. Com mais 9 poles conquistadas chegou a incrível marca de 27 poles em 116 provas.
Em 2005 Ryan Newman conquistou 8 poles nas 36 provas do ano conquistando pelo quarto ano consecutivo o Pole Award, prêmio destinado ao piloto com maior número de poles na temporada, porém conseguiu apenas uma vitória na etapa Sylvania 300. Correndo sempre com o carro #12 da Penske, conquistou sua classificação para os play-offs apenas na última prova da temporada regular. Após bons resultados nas primeiras provas do Chase, teve como ápice a segunda colocação do campeonato mas devido a problemas de aerodinâmica nos carros da Dodge durante essa temporada, Newman perdeu a chance de disputar o título tendo maus resultados nas provas de Atlanta e Texas terminando na sexta colocação ao final do campeonato.

## Principais Vitórias

### NASCAR -Sprint Cup
- 2002 - New Hampshire 300 (Loudon)
- 2003 - Samsung/Radio Shack 500 (Texas), MBNA Armed Forces Family 400 (Dover), Tropicana 400 (Chicago), Pennsylvania 500 (Pocono), GFS Marketplace 400 (Michigan), Chevy Rock and Roll 400 (Richmond), MBNA America 400 (Dover) e Banquet 400 (Kansas)
- 2004 - DHL 400 (Michigan) e MBNA America 400 (Dover)
- 2005 - Sylvania 300 (Loudon)
- 2008 - Daytona 500 (Daytona)
- 2010 - Subway Fresh Fit 600 (Phoenix)
- 2011 - Lenox Industrial Tools 301 (Loudon)
- 2012 - Goody's Fast Relief 500 (Martinsville)
- 2013 - Brickyard 400 (Indianapolis)

### NASCAR -Xfinity Series
- 2001 - Michigan
- 2005 - Watkins Glen, Michigan, Bristol, Dover, Charlotte e Homestead-Miami

### NASCAR -Camping World Truck Series
- 2008 - Atlanta

### International Race of Champions
- 2004 - Daytona